# Únor 2013
1. února – pátek
 Do České republiky byla na třináctidenní návštěvu přivezena socha sv. Jana Bosca obsahující jeho ostatky.
 Nový ministr zahraničních věcí USA, bývalý senátor John Kerry, dnes složí slavnostní přísahu a ujme se úřadu, který převezme po Hillary Clintonové.
2. února – sobota
 Francouzský prezident François Hollande přiletěl do Mali a přijal poděkování za vyslání francouzských vojáků, kteří společně s malijskými před třemi týdny zahájili ofenzivu proti islamistickým radikálům na severu země.
3. února – neděle
 V Zoo Praha se po 42 letech narodilo mládě jednoho z nejohroženějších lidoopů planety, orangutana sumaterského.
 Čeští tenisté, obhajující loňský celkový triumf, postoupili do čtvrtfinále Davisova poháru po výhře ve Švýcarsku 3–2 na zápasy. Začátkem dubna tak pocestují do Kazachstánu.
 Sdružení amerických režisérů (DGA) udělilo v Los Angeles filmovému režiséru Miloši Formanovi nejvyšší možné ocenění – cenu za celoživotní dílo.
5. února – úterý
 Nejvíce sněhu za posledních sto let napadlo během letošní zimy v Moskvě. Od začátku zimy napadlo 216 centimetrů sněhu, jen za posledních 24 hodin to bylo přes čtvrt metru. Průměrný roční sněhový příděl činí v Moskvě kolem půldruhého metru.
6. února – středa
 Mahmúd Ahmadínežád navštívil Egypt, jednalo se o první návštěvu íránského prezidenta od roku 1979, kdy Egypt podepsal s Izraelem jako první arabská země mírovou smlouvu. Radikální sunnitští muslimové proti jeho přítomnosti protestovali a snažili se mu zabránit ve vstupu do univerzity Al-Azhar.
8. února – pátek
 Země Evropské unie se po celonočním jednání dohodly na dlouhodobém rozpočtu unie na roky 2014 až 2020 ve výši 957 miliard eur. Česká republika přitom získá 20,5 miliardy eur, což je v přepočtu asi 517 miliard korun.
9. února – sobota
 Severovýchod USA a přilehlé oblasti Kanady zasáhla mohutná sněhová bouře pojmenovaná Nemo. Způsobila rozsáhlou dopravní kalamitu, letecké spoje byly omezeny na minimum, přibližně 6 000 letů bylo zrušeno. Přibližně 700 tisíc odběrných míst se ocitlo bez dodávek elektrického proudu a o život přišlo nejméně 13 lidí.
10. února – neděle
 Třetí prezident samostatné České republiky Miloš Zeman zveřejnil svoji oficiální fotografii.
 Milióny Indů se ponořily do soutoku řek Gangy a Jamuny, aby koupelí v posvátné řece ze sebe smyly své hříchy v den, který je v rámci konání tradičního hinduistického svátku Kumbh mélá považován za nejsvětější. Svátek, který začal 14. ledna a potrvá do 10. března, je označován za největší shromáždění lidí na světě.
 Milióny obyvatel Číny a dalších států jihovýchodní Asie oslavují ohňostroji a rodinnými sešlostmi příchod nového lunárního roku, který je ve znamení hada. Zároveň se loučí s rokem draka.
11. února – pondělí
 Papež Benedikt XVI. oznámil svůj úmysl rezignovat. Ve funkci papeže by měl skončit ke 28. únoru 2013. 
12. února – úterý
 Severní Korea provedla již třetí jaderný test ve své historii. Rada bezpečnosti OSN na svém mimořádném zasedání tento čin jednoznačně odsoudila.
13. února – středa
 Ředitel ruské státní exportní společnosti Anatolij Isajkin potvrdil, že Rusko i přes vleklý a krvavý syrský občanský konflikt pokračuje v dodávkách zbraní režimu syrského prezidenta Bašára Asada.
14. února – čtvrtek
 Jihoafrický tělesně postižený běžec Oscar Pistorius byl vzat do vazby poté, co zastřelil svou přítelkyni.
15. února – pátek
 Nad Čeljabinskou oblastí v Rusku zazářil velmi jasný bolid. Jeho výbuch způsobil tlakovou vlnu, která poškodila řadu budov. Přes tisíc osob bylo zraněno, hlavně střepy z rozbitých oken.
17. února – neděle
 Výbuch v panelovém domě ve Frenštátě pod Radhoštěm si vyžádal nejméně pět obětí, včetně tří dětí. Zraněno bylo jedenáct lidí, z toho dva jsou v kritickém stavu. Jedna osoba se stále pohřešuje. Policisté usuzují na explozi plynu. Ta mohla být způsobena úmyslně.
18. února – pondělí
 Ve věku 89 let zemřel v Německu spisovatel dětské literatury Otfried Preußler, rodák z Liberce, v Česku známý zejména zprostředkovaně díky předlohám pro večerníček Malá čarodějnice a animovaný film Karla Zemana Čarodějův učeň.
19. února – úterý
 Nejvyšší správní soud zamítl všech 109 stížností na lednovou volbu prezidenta České republiky. Miloš Zeman tedy bude 8. března 2013 inaugurován třetím prezidentem samostatné České republiky.
20. února – středa
 I po rezignaci bulharského premiéra Bojko Borisova pokračovaly v celé zemi demonstrace proti růstu cen energií a obecnému stavu politiky.
22. února – pátek
 Premiér Petr Nečas podepsal se zástupci 16 církví a náboženských společností smlouvy o majetkovém vyrovnání. Na jejich základě vyplatí Česká republika v následujících 30 letech církvím desítky miliard korun za majetek zabavený v roce 1948 komunisty.
24. února – neděle
 V druhém kole kyperských prezidentských voleb vyhrál konzervativec Nikos Anastasiadis se ziskem 57,48% hlasů.
25. února – pondělí
 Nová jihokorejská prezidentka Pak Kun-hje se ujala funkce a v inauguračním projevu vyzvala KLDR, aby ihned zastavila jaderný program a navrhla obnovit dialog mezi oběma státy.
26. února – úterý
 V egyptském Luxoru se zřítil z výšky asi 300 m horkovzdušný balon se zahraničními turisty poté, co na palubě explodovala tlaková plynová láhev a balon začal hořet. Tragická nehoda si vyžádala 19 lidských obětí.
 Italské parlamentní volby skončily patem. Středolevá koalice Piera Luigiho Bersaniho získala většinu pouze v Poslanecké sněmovně, nikoliv v Senátu. Není tak vyloučeno, že se brzy uskuteční nové volby.
 Ve věku 65 let zemřel český zpěvák Bob Frídl.
27. února – středa
 Slovinský parlament na mimořádné schůzi vyslovil nedůvěru vládě konzervativního premiéra Janeze Janši a vedením kabinetu byla pověřena ekonomka Alenka Bratušeková z levicově orientované formace Pozitivní Slovinsko.
28. února – čtvrtek
 Papež Benedikt XVI. ve 20:00 hodin předčasně, po téměř osmi letech v úřadu, rezignoval. Až do zvolení nového papeže formálně povede víc než miliardu katolíků kardinál Tarcisio Bertone.